# Gilberto Huber
Gilberto Huber (São Paulo, 9 de outubro de 1925 - 04 de agosto de 2024) foi um empresário brasileiro com atuação destacada nos setores gráfico e editorial.

## Biografia
Registrado Gilbert Jacob Huber Jr., Gilberto Huber é filho do empresário americano G. J. Huber e de Joyce Coachman. Teve dois irmãos mais velhos, David e Bill, e, mais jovens, os gêmeos James e Joyce. David e James morreram pouco depois de nascerem. Gilberto Huber foi casado com Nancy Elizabeth Hamlin Huber. O casal se divorciou em agosto de 1977.

## Carreira
Gilberto Huber assumiu em 1957 o comando da Listas Telefônicas Brasileiras S.A. (LTB), empresa fundada por seu pai, G. J. Huber. Ele expandiu as atividades da empresa, formando o Grupo Gilberto Huber, e, através do Grupo Codinco, incorporou outras empresas como a metalúrgica Metalon, a Companhia Nacional do Papel, a Chenille do Brasil e a seguradora Piratininga
Em vários fóruns Gilberto Huber se destacou como porta-voz da classe empresarial, defensor do livre mercado e da democratização do capital através do mercado de ações,. Huber também participou do Comitê de Política Comercial, instituído em 1963 pelo Ministério da Indústria e Comércio. e foi diretor do Conselho Interamericano de Comércio e Produção
Huber também foi copatrocinador e dirigente do Instituto de Pesquisas e Estudos Sociais (IPES), organização não-governamental fundada em 1961 como um dos principais catalisadores do pensamento de oposição ao presidente João Goulart. O jornalista Milton Coelho da Graça ainda citou Gilberto Huber como "líder aparente" do Instituto Brasileiro de Ação Democrática (IBAD), entidade coirmã do IPES, e o empresário foi mencionado como ligado à articulação que, em 1973, encerrou o governo Salvador Allende no Chile.